# Lei da conservação da energia
Em física, a lei ou princípio da conservação de energia estabelece que a quantidade total de energia em um sistema isolado permanece constante. Tal princípio está intimamente ligado com a própria definição da energia.
Um modo informal de enunciar essa lei é dizer que energia não pode ser criada nem destruída: a energia pode apenas transformar-se de um tipo a outro(s).

## Tipos de energia
Energia compreende várias divisões com seus conceitos específicos, como energia potencial, energia cinética, energia térmica, energia nuclear.
Por exemplo, na combustão da gasolina dentro de um motor de combustão interna, parte da energia potencial associada às ligações químicas dos reagentes transforma-se em energia térmica, que é diretamente associada à energia cinética das partículas dos produtos e à temperatura do sistema (que se elevam). Pelo princípio da conservação da energia, a energia interna do sistema imediatamente antes da explosão é igual à energia interna imediatamente após a combustão.
Deve-se ter atenção com o princípio de conservação da energia no que se refere ao escopo de sua aplicação. Em seu sentido mais abrangente,a conservação da energia implica que se entenda a energia a ser conservada como a energia total do sistema, em acordo com o princípio da equivalência entre massa e energia. Assim, a massa é tratada como se energia fosse e não há lei de conservação de massa para o sistema, apenas a lei da conservação da energia em seu sentido mais abrangente. 
Ou seja, a conservação da energia, em sentido amplo, de acordo com a teoria da relatividade restrita de Albert Einstein, diz respeito à conservação de uma grandeza que engloba massa e energia, dentro de um sistema isolado.
No âmbito da física clássica, porém, massa e energia são entidades distintas e não relacionadas, e nestas condições a lei da conservação da energia se divide em duas leis clássicas: a lei da conservação da energia em seu sentido mais restrito, e a lei da conservação de massas.

## História
Filósofos da Antiguidade, desde Tales de Mileto, já tinham suspeitas a respeito da conservação de alguma medida fundamental. Porém, não existe nenhuma razão particular para relacionar isso com o que conhecemos hoje como "massa-energia". Tales pensou que a substância era a água.
Em 1638, Galileu Galilei publicou sua análise de diversas situações - incluindo a célebre análise do "pêndulo-ininterrupto" - que pode ser descrita, em linguagem moderna, como a conversão contínua de energia potencial em energia cinética e vice-versa, garantido que a soma destas duas - à qual dá-se o nome de  energia mecânica do sistema - permaneça sempre constante. Porém, Galileu não mencionou o processo usando o conceito de energia, como se conhece hoje, e não pode ser creditado pelo estabelecimento desta lei.
Foi Gottfried Wilhelm Leibniz, no período compreendido entre 1676 e 1689, quem primeiro tentou realizar uma formulação matemática da energia associada ao movimento (energia cinética). Leibniz percebeu que, em vários sistemas mecânicos (de várias partículas de massa {\displaystyle m_{i}}, cada qual com velocidade {\displaystyle v_{i}}), a grandeza 
{\displaystyle \sum _{i}m_{i}v_{i}^{2}}
era conservada enquanto as massas não interagissem. Ele chamou essa quantidade de vis viva ou força viva do sistema. O princípio representa uma afirmação acurada da conservação de energia cinética em situações em que não há atrito.
No entanto, alguns físicos naquele tempo consideravam que o momento linear do sistema, dado por
{\displaystyle \,\!\sum _{i}m_{i}v_{i}}
era a vis viva, uma vez que ele se conserva mesmo em sistemas com presença de atrito. Foi demonstrado, mais tarde, que sob certas condições, ambas as quantidades são conservadas simultaneamente, como em colisões elásticas.
Engenheiros, tais como John Smeaton, Peter Ewart, Karl Hotzmann, Gustave-Adolphe Hirn e Marc Seguin objetaram que a conservação de momento sozinha não era adequada para cálculos práticos, e faziam uso do princípio de Leibniz. O princípio foi também defendido por alguns químicos, tais como William Hyde Wollaston.
Acadêmicos, tais como John Playfair, rapidamente apontaram que a energia cinética claramente não era conservada. Os fundamentos desta não conservação são hoje entendidos claramente em vista de uma análise moderna baseada na segunda lei da termodinâmica, mas nos séculos XVIII e XIX, o destino da energia cinética perdida ainda era desconhecido.
Gradualmente foi-se suspeitando que o calor, observável através do aumento de temperatura, inevitavelmente gerado pelos movimentos na presença de atrito, era outra forma de vis viva. Em 1783, Antoine Lavoisier e Pierre-Simon Laplace revisaram as duas teorias correntes, a vis viva e a teoria do calórico (ou flogisto), o que, junto com as observações de Benjamin Thompson em 1798 sobre a geração de calor durante perfuração de metal para a fabricação de canhões (em um processo chamado alesagem), adicionaram considerável apoio à visão de que havia nítida correlação entre a variação no movimento mecânico e o calor produzido, de que a conservação era quantitativa e podia ser predita, e que era possível o estabelecimento de uma grandeza que se conservaria no processo de conversão de movimento em calor. 
A vis viva começou a ser conhecida como energia, depois do termo ser usado pela primeira vez com esse sentido por Thomas Young em 1807.
A recalibração da vis viva para
{\displaystyle {\frac {1}{2}}\sum _{i}m_{i}v_{i}^{2}}
o que pode ser entendido como encontrar o valor exato da constante para a conversão de energia cinética em trabalho foi em grande parte o resultado da obra de Gustave-Gaspard Coriolis e Jean-Victor Poncelet durante o período de 1819 a 1839. O primeiro chamou a quantidade de quantité de travail (quantidade de trabalho) e o segundo de travail mécanique (trabalho mecânico), e ambos defenderam seu uso para cálculos de engenharia.
No artigo Über die Natur der Wärme, publicado no Zeitschrift für Physik em 1837, Karl Friedrich Mohr deu uma das primeiras declarações gerais do princípio da conservação de energia, nas palavras: "além dos 54 elementos químicos conhecidos, há no mundo um agente único, e se chama Kraft [energia ou trabalho]. Ele pode aparecer, de acordo com as circunstâncias, como movimento, afinidade química, coesão, eletricidade, luz e magnetismo; e, a partir de qualquer uma destas formas, pode ser transformado em qualquer uma das outras."
Uma etapa fundamental no desenvolvimento do moderno princípio de conservação da energia foi a demonstração do equivalente mecânico do calor. A teoria do calórico afirmava que o calor não podia ser criado nem destruído, mas a conservação de energia implica algo contraditório a esta ideia: calor e o movimento mecânico são intercambiáveis.
O princípio do equivalente mecânico foi exposto na sua forma moderna pela primeira vez pelo médico alemão Julius Robert von Mayer. Mayer chegou a sua conclusão em uma viagem para as Índias Orientais Neerlandesas, onde ele descobriu que o sangue de seus pacientes possuía uma cor vermelha mais profunda devido a eles consumirem menos oxigênio, e também consumiam menos energia para manterem a temperatura de seus corpos em um clima mais quente. Ele tinha descoberto que calor e trabalho mecânico eram ambos formas de energia e, após melhorar seus conhecimentos de física, ele encontrou uma relação quantitativa entre elas.

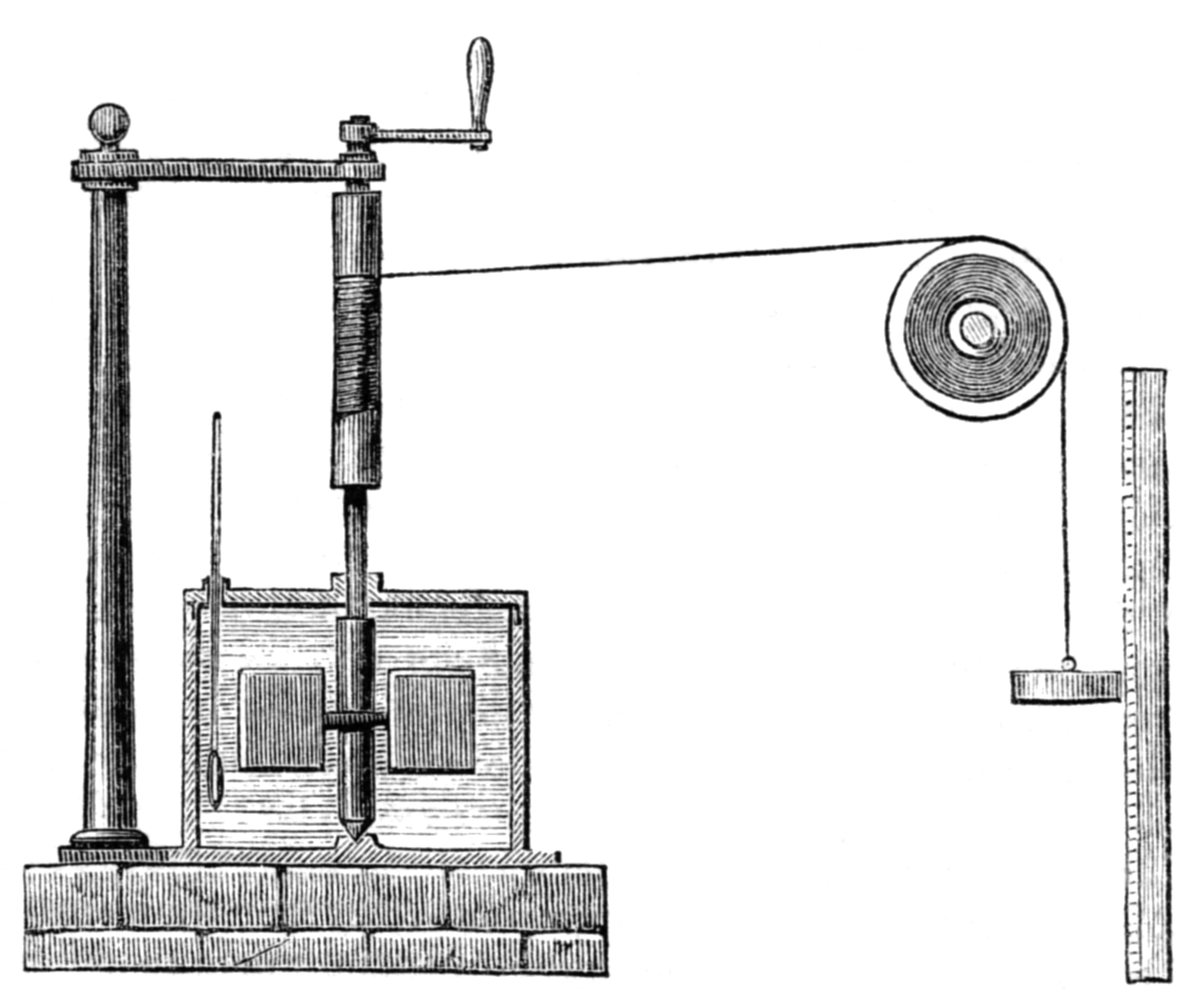
Aparato de Joule para a medição do equivalente mecânico do calor. Um objeto preso a uma corda causa, ao descer, um movimento de rotação numa pá imersa em água.

Entretanto, em 1843, James Prescott Joule descobriu de forma independente o equivalente mecânico do calor em uma série de experimentos. No mais famoso, agora chamado "aparato de Joule", um objeto preso a uma corda causava, ao descer sob a ação da força da gravidade, a rotação de uma pá imersa em água. Ele mostrou que a energia potencial gravitacional perdida pelo objeto no movimento descendente era igual à energia térmica (calor) dissipado na água por conta do atrito com a pá.
Durante o período de 1840 a 1843, um trabalho similar foi efetuado pelo engenheiro Ludwig A. Colding, embora este tenha sido pouco conhecido fora de sua nativa Dinamarca.
Tanto o trabalho de Joule quanto o de Mayer sofreram inicialmente forte resistência e foram, quando apresentados, negligenciados por muitos. No decorrer da história, entretanto, a ideia foi aceita e o trabalho de Joule foi o que acabou por conquistar maior fama e reconhecimento.
Em 1844, William Robert Grove postulou uma relação entre energia mecânica, calor, luz, electricidade e magnetismo tratando todas elas como manifestação de uma única força ("energia" em termos modernos). Grove publicou suas teorias em seu livro The Correlation of Physical Forces (A Correlação de Forças Físicas). Em 1847, aperfeiçoando o trabalho anterior de Joule, Sadi Carnot, Émile Clapeyron e Hermann von Helmholtz chegaram a conclusões similares às de Grove e publicaram suas teorias em seu livro Über die Erhaltung der Kraft ("Sobre a Conservação de Força", 1847). A aceitação moderna geral do princípio decorre dessa publicação.
Em 1877, Peter Guthrie Tait afirmou que o princípio surgiu com Isaac Newton, baseado numa leitura criativa das proposições 40 e 41 da obra Philosophiae Naturalis Principia Mathematica. Isso é agora geralmente tratado como nada mais do que um exemplo histórico. 

## A primeira lei da termodinâmica
Entropia é uma função de uma quantidade de calor que mostra a possibilidade de conversão daquele calor em trabalho.
Para um sistema termodinâmico com um número fixo de partículas, a primeira lei da termodinâmica pode ser enunciada como:
{\displaystyle \delta Q=\mathrm {d} U+\delta W\,}, ou de forma equivalente, {\displaystyle \mathrm {d} U=\delta Q-\delta W\,},
sendo que {\displaystyle \delta Q} é a quantidade de energia acrescentada ao sistema num processo de aquecimento, {\displaystyle \delta W} é a quantidade de energia perdida pelo sistema devido ao trabalho realizado pelo sistema sobre seus arredores e {\displaystyle \mathrm {d} U} é o aumento na energia interna do sistema.
Os deltas antes das expressões que representam calor e trabalho são usados para indicar que tais expressões significam o incremento das respectivas medidas, o que deve ser interpretado diferentemente de {\displaystyle \mathrm {d} U} . Calor e trabalho são processos que somam ou subtraem energia, enquanto a energia interna {\displaystyle U} é uma forma particular de energia associada ao sistema. Assim, o termo energia térmica para {\displaystyle \delta Q} significa "a quantidade de energia adicionada como resultado do aquecimento", ao invés de referir o calor como uma forma específica de energia. Do mesmo modo, o termo "trabalho" para {\displaystyle \delta W} significa "quantidade de energia perdida como resultado do trabalho". O mais significativo corolário desta distinção é que a quantidade de energia interna de um sistema termodinâmico pode ser observado, mas não se pode mensurar quanta energia flue para dentro ou para fora do sistema como resultado de aquecimento ou resfriamento, nem tampouco como resultado de trabalho realizado pelo ou sobre o sistema. Simplificando, "a energia não é criada ou destruída, mas convertida em outra forma"
Num sistema simples, o trabalho pode ser assim enunciado:
{\displaystyle \delta W=P\,\mathrm {d} V},
sendo que {\displaystyle P} é a pressão e {\displaystyle dV} é a pequena mudança de volume do sistema, sendo ambos variáveis de sistema. A energia térmica poder ser escrita:
{\displaystyle \delta Q=T\,\mathrm {d} S},
sendo {\displaystyle T} a temperatura e {\displaystyle \mathrm {d} S} a pequena mudança na entropia do sistema. Temperatura e entropia são também variáveis de sistema.

## Mecânica
Na mecânica clássica a conservação de energia é normalmente dada por
{\displaystyle E=T+V,}
onde T é a energia cinética e V a energia potencial.
Na verdade este é o caso particular da lei de conservação mais geral
{\displaystyle \sum _{i=1}^{N}p_{i}{\dot {q}}_{i}-L=const} e {\displaystyle p_{i}={\frac {\partial L}{\partial {\dot {q}}_{i}}}}
onde L é a função lagrangeana. Para esta forma particular ser válida, o seguinte deve ser verdadeiro:
- O sistema pode ser representado por equações que não contém a variável tempo (tanto energia cinética quanto a potencial não são funções explícitas do tempo)
- A energia cinética é resultante de uma função quadrática em relação às velocidades.
- A energia potencial não depende das velocidades.

### Teorema de Noether
A conservação de energia é uma característica comum em muitas teorias físicas. De um ponto de vista matemático, é entendida como uma consequência do teorema de Noether, que afirma que toda simetria de uma teoria física tem, a ela associada, uma quantidade conservativa; se essa simetria tem independência temporal, então a quantidade conservada é chamada de "energia". A  lei de conservação de energia é consequência da simetria do tempo nos fenômenos físicos; a conservação de energia é comprovada através do fato empírico de que as leis da física não se modificam com o tempo. Filosoficamente, isso pode estabelecer que "Nada depende do tempo, por
si só". Em outras palavras, se a teoria é invariante sob a simetria contínua sobre o tempo, então a energia é conservada. Alternativamente, teorias que não são invariantes em função do tempo (por exemplo, sistemas com energia potencial dependente do tempo) não possuem conservação de energia - a menos que consideremos que tais sistemas troquem energia com outros sistemas a eles externos, o que firma novamente a invariância. Assim, a conservação da energia continua válida nos modelos mais modernos da física, como a mecânica quântica.

### Relatividade
Com o advento da teoria da relatividade restrita de Albert Einstein, a energia tornou-se um componente da energia-momento quadrivetorial. Cada um dos quatro componentes (um de energia e três de momento linear), deste vetor, sendo que cada componente representa uma dimensão no espaço-tempo, é conservado separadamente em qualquer referencial inercial dado. Também é conservado o comprimento do vetor (norma de Minkowski), que é a massa de repouso.
A energia relativística de uma partícula massiva contém um termo relacionado à sua massa de repouso, além de sua energia cinética linear. No limite de energia cinética zero (ou equivalentemente no referencial de repouso da partícula massiva, ou o centro de momento linear para objetos ou sistemas), a energia total da partícula ou objeto (incluindo a energia cinética em sistemas internos) está relacionada à sua massa de repouso através da famosa equação E = mc². Assim, a regra da conservação da energia na relatividade especial mostrou-se um caso especial de uma regra mais geral, também conhecida como a conservação de massa e energia, a conservação da massa-energia, a conservação de energia-momento, a conservação da massa invariante ou apenas referida apenas como conservação da energia.
Na relatividade geral, a conservação de energia-momento é expressa com o auxílio do pseudotensor de Landau-Lifshitz.

## Descobertas simultâneas
A lei da conservação da energia é um exemplo bem rico sobre descobertas simultâneas no meio científico. São diversos os nomes dos cientistas que estavam pesquisando o mesmo tema e que chegaram a conclusões parecidas.
Segundo Thomas Kuhn, em sua obra "A Tensão Essencial" são doze os cientistas que contribuíram, cada um com sua visão e linguagem própria sobre o tema, para a construção da lei da conservação da energia. São eles: Mayer (1842), Joule (1843), Colding (1843), Helmholtz (1847), Sadi Carnot (1832), Marc Seguin (1839), Karl Holtzmann (1845), Hirn(1854), Mohr (1837), William Grove (1837, 1843), Faraday (1840, 1844) e Liebig (1844).
Para Thomas Kuhn são três os fatores mais importantes para a descoberta simultânea do princípio da conservação da energia: a corrente da Naturphilosophie, o desenvolvimento das máquinas térmicas, como por exemplo os motores na era da Revolução Industrial e a disponibilidade dos processos de conversão.
As conversões entre as energias foram de extrema importância para o desenvolvimento da lei da conservação da energia. As descobertas sobre as transformações da energia fizeram com que
houvesse uma mudança no modo de pensar da época, pois o que antes era visto como algo separado passou a ter uma relação.
A evolução das engenharias, das máquinas térmicas e dos motores e o conceito de trabalho também tiveram grande impacto para a lei da conservação da energia. Devido a esse avanço, Joule e Mayer realizaram experiências para quantificar a energia.
O terceiro ponto, o movimento Naturphilosophie foi uma corrente filosófica que visava unificar todos os fenômenos. O conceito da conservação da energia só foi possível devido à interação das áreas de conhecimento, tais como mecânica, termodinâmica, eletromagnetismo e fisiologia.